# Pianezze
Pianezze – miejscowość i gmina we Włoszech, w regionie Wenecja Euganejska, w prowincji Vicenza.
Według danych na rok 2004 gminę zamieszkiwały 1854 osoby, 463,5 os./km².